# Kaunertaler Gletscherstraße

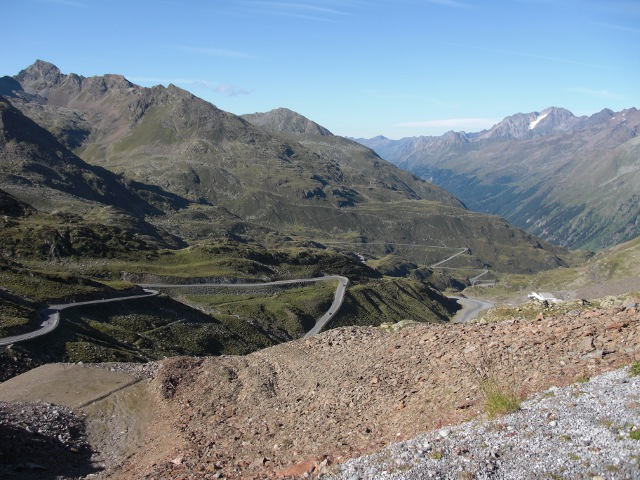
Blick vom Endpunkt der Kaunertaler Gletscherstraße hinunter zum Straßenverlauf entlang dem Kaunertal

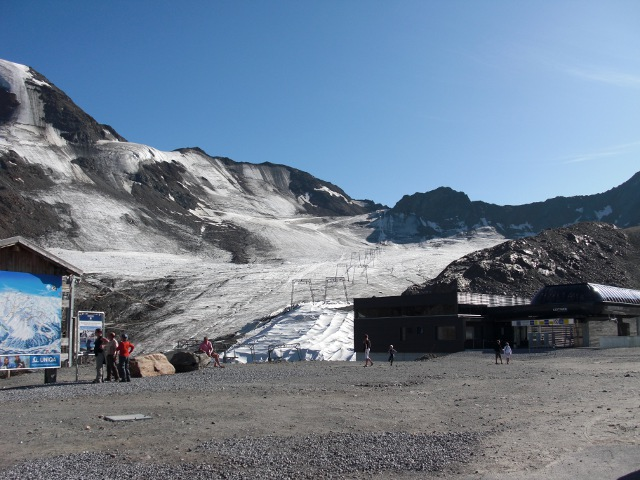
Blick vom Endpunkt der Straße zum Weißseeferner (August 2009)

Die für Kraftfahrzeuge mautpflichtige Kaunertaler Gletscherstraße ist eine Hochgebirgsstraße im österreichischen Bundesland Tirol. Sie führt in 29 Kehren von Feichten im Kaunertal (1287 m) – vorbei am Gepatschspeicher – bis hinauf auf 2750 m, direkt zum Weißseeferner. Dort befindet sich das Skigebiet Kaunertaler Gletscher, das 1980 eröffnet wurde, weshalb die Straße ganzjährig geöffnet ist.
Die Gletscher-Panoramastraße ist mautpflichtig. Die mittlerweile in die Jahre gekommene Straße zählt zu den schönsten Hochgebirgsstraßen der Alpen. 
Eine Besonderheit ist die höchstgelegene Postbushaltestelle Österreichs am oberen Ende der Sackgasse. Sie ist jedoch nicht die gänzlich höchste Linienbushaltestelle des Landes – diese befindet sich am oberen Ende der Ötztaler Gletscherstraße, wird aber von einem anderen Unternehmen betrieben.
Der obere Endpunkt war mehrmals Etappenziel der Österreich-Rundfahrt, so in den Jahren 1996 und 1999, bevor es vom Kitzbüheler Horn aus dem Etappenplan verdrängt wurde.
Betreiber ist die Kaunertaler Gletscherbahnen GmbH.

## Daten
- Länge: 26 km, 29 Kehren, 28 m Kehrenradius
- Steigung: durchschnittliche Steigung 10 %, maximale Steigung 12 %
- Höhendifferenz: ca. 1.500 m, von 1.273 m bis 2.750 m
- Kehrenradius: 28 m[4]